# MPlayer
MPlayer is een opensourcemediaspeler, vrijgegeven onder GNU General Public License versie 2. Het programma draait op alle grotere besturingssystemen waaronder Microsoft Windows, Syllable, Mac OS X, Linux en andere op Unix gebaseerde systemen.
De voornaamste bijzonderheid aan MPlayer is dat zowat elk denkbaar multimediaformaat direct ondersteund wordt. Zo is er ondersteuning voor MP3, AAC, MPEG, DivX, Ogg Vorbis, Ogg Theora, AVI, MPEG-4, WMV,  WMA, FLAC, WAV, cd's, dvd's enzovoort.

## Forks
Bekende forks van MPlayer zijn MPlayer 2 (laatste versie uit 2011) en MPV.